# ФК „Габровница“ (Горно Сахране)
Вижте пояснителната страница за други значения на Габровница.
ФК „Габровница“ (Горно Сахране) е български футболен отбор от село Горно Сахране, Казанлъшко. Основан е през 2004 г. Участник е в регионалната група. Играе своите мачове на стадион „Цвятко Радойнов“ с размери 100 x 60 метра и трибуна за 500 зрители. Най-доброто постижение е 4 място в „А“ ОФГ-Стара Загора през 2004/05 г. Треньор е Любомир Атанасов. Спонсор на отбора е местният завод за фурнири, ламинати и дървесни плоскости „Габровница“ АД. Отборът се състезава в Областна група -Стара Загора.

## Настоящ състав
- Петър Табаков – вратар
- Бончо Бялов – защитник
- Борко Иванов – защитник
- Борислав Тодоров – защитник
- Алин Бозолов-защитник
- Камен Янков-полузащитник
- Христо Атанасов – полузащитник
- Мариян Василев -полузащитник
- Любен Любенов – полузащитник
- Станислав Вълков – защитник
- Николай Любенов – полузащитник
- Георги Георгиев – полузащитник
- Мирослав Бъчваров – нападател
- Емил Зарев – полузащитник
- Осман Курт – нападател

## Сезони
| Сезон   | Име        | Лига                 | Място |
| ------- | ---------- | -------------------- | ----- |
| 2014-15 | Габровница | „А“ ОФГ Стара Загора | 7     |
| 2015-16 | Габровница | „А“ ОФГ Стара Загора | 9     |
| 2016-17 | Габровница | „А“ ОГ Стара Загора  | 6     |
| 2017-18 | Габровница | „А“ ОГ Стара Загора  | 7     |
| 2018-19 | Габровница | „А“ ОГ Стара Загора  | 7     |
| 2019-20 | Габровница | „А“ ОГ Стара Загора  | 7     |